# My Decade
Albums de Jessica
Wonderland
(2016)
Singles
1. Summer Storm
Sortie : 9 août 2017
2. It's Sprint
Sortie : 18 avril 2017

My Décade est le troisième mini-album (EP) de la chanteuse sud-coréenne Jessica. Cet EP possède six chansons publié par Coridel Entertainment le 9 août 2017. 
Cet EP marque les 10 ans de carrière de la chanteuse.

## Pistes[2]
| No | Titre                       | Auteur                | Musique                                                                             | Durée |
| -- | --------------------------- | --------------------- | ----------------------------------------------------------------------------------- | ----- |
| 1. | Summer Storm                | Jessica Jung          | KAIROS; SWISH                                                                       |       |
| 2. | Beautiful Mind              | Jessica Jung          | Jessica Jung; Tatiana (TATU); Matthews; Eric (VEKZ) Fernandez; Karriem (KMACK) MACK |       |
| 3. | Saturday Night              | Jessica Jung          | KAIROS; JESPER BORGEN                                                               |       |
| 4. | Love U                      | D.EAR                 | D.EAR                                                                               |       |
| 5. | Starry Night                | Jessica Jung          | Henrik Nordenback; Christian Fast; Lisa Desmond                                     |       |
| 6. | It's Spring (봄이라서 그래) | Jessica Jung; Jay Kim | Seo Jung-Jin; KEEPROOTS; Fascinating; Hwang Joon-Ik                                 |       |

### Historique de publication
| Région       | Date        | Format                   | Langue | Distributeur          |
| ------------ | ----------- | ------------------------ | ------ | --------------------- |
| Mondial      | 9 août 2017 | Téléchargement numérique | Coréen | Coridel Entertainment |
| Corée du Sud | 9 août 2017 | CD                       | Coréen | Coridel Entertainment |